# Suimanga d'acer
El suimanga d'acer (Cinnyris chalybeus) és un ocell de la família dels nectarínids (Nectariniidae).

## Hàbitat i distribució
Viu als clars del bosc, matolls i terres de conreu de Sud-àfrica i Namíbia.